# یواس‌اس جورج بنکرافت (اس‌اس‌بی‌ان-۶۴۳)
یواس‌اس جورج بنکرافت (اس‌اس‌بی‌ان-۶۴۳) (به انگلیسی: USS George Bancroft (SSBN-643)) یک زیردریایی بود که طول آن ۴۲۵ فوت (۱۳۰ متر) بود. این زیردریایی در سال ۱۹۶۵ ساخته شد.